# Jason Mraz
Jason Mraz (IPA: /ˈdʒeɪsʌn mɜrˈæz/, sinh ngày 23 tháng 6 năm 1977) là một ca sĩ-nhạc sĩ người Mỹ, sinh ra và lớn lên tại Mechanicsville, Virginia. Phong cách của Mraz có ảnh hưởng đến nhiều thể loại nhạc như reggae, pop, rock, folk, jazz, và hip hop.
Mraz đã phát hành album đầu tay, Waiting for My Rocket to Come vào năm 2002 nhưng chỉ đến khi album phòng thu thứ hai của anh, Mr. A-Z Mraz mới đạt được những thành công nhất định về thương mại. Album đã đạt vị trí thứ 5 trên Billboard Hot 200 và đã bán ra hơn 100.000 bản tại Hoa Kỳ. Năm 2008, Mraz phát hành album phòng thu thứ ba, We Sing. We Dance. We Steal Things.. Album đã đạt đến vị thứ 3 trên Billboard 200 và thành công về mặt thương mại trên toàn thế giới, leo lên top 10 của nhiều bảng xếp hạng quốc tế.
Mraz đã trở nên nổi tiếng trên toàn thế giới với sự ra mắt của đĩa đơn đầu tiên từ album We Sing. We Dance. We Steal Things. với tên gọi "I'm Yours". Đĩa đơn đã đạt đến vị thứ 6 trên Billboard Hot 100, trở thành đĩa đơn đầu tiên của anh đạt đến top 10. Bài hát cũng đạt được thành công lớn về thương mại tại Hoa Kỳ với việc ba lần nhận chứng nhận đĩa bạch kim của RIAA cho doanh số trên 3 triệu bản. Ca khúc cũng rất thành công trên toàn thế giới và leo lên top 10 của các bảng xếp hạng ở New Zealand, Na Uy và đạt đến top 10 của nhiều bảng xếp hạng khác trên toàn thế giới.
Tháng 8 năm 2018, Mraz xác nhận trong một phỏng vấn với New York Post rằng anh là người song tính.

## Danh sách đĩa nhạc
Album phòng thu

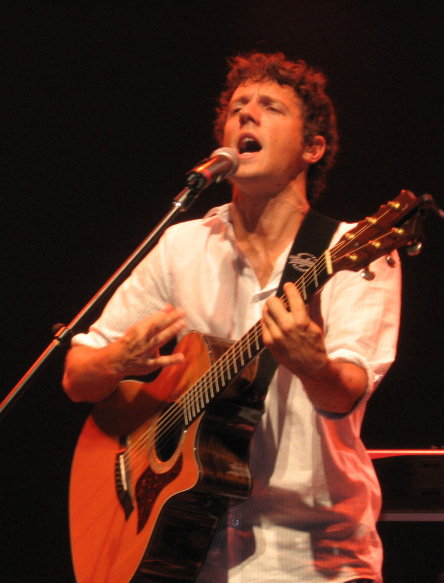
Jason Mraz biểu diễn tại Foxwoods Resort Casino ở Ledyard, Connecticut vào ngày 17 tháng 5 năm 2006.

- Waiting for My Rocket to Come (2002)
- Mr. A–Z (2005)
- We Sing. We Dance. We Steal Things. (2008)
- Love Is a Four Letter Word (2012)
- Yes! (2014)
- Know. (2018)
- Look for the Good (2020)
- Mystical Magical Rhythmical Radical Ride (2023)

## Sách
- A Thousand Things (2008, I Love Books)